# Hermann Tops
Hermann Tops (né le 18 juillet 1897 à Berlin, mort le 14 août 1944 à Brandebourg-sur-la-Havel) est un résistant allemand au nazisme.

## Biographie
Tops est un outilleur. En 1919, il est membre de la Fédération allemande des travailleurs de la métallurgie et à partir de 1923 du Parti communiste, où il fait partie de l'assemblée des délégués d'arrondissement de Prenzlauer Berg.
Hermann Tops est marié à Lucie Tops (1906–1964) et a un fils nommé Fritz Engel (1927–1945). Il appartient depuis l'école au club sportif Fichte Berlin qui regroupe ensuite de nombreux communistes et à partir de 1931, il est référent de la gymnastique de Berlin-Brandebourg au conseil d'administration dans le Kampfgemeinschaft für Rote Sporteinheit.
Au cours de la première année du régime nazi, Tops est arrêté et condamné à plus d'un an de prison. En 1939, Hermann Tops devient membre du groupe de résistance communiste autour de Robert Uhrig. Il est arrêté le 4 février 1942, condamné à mort le 21 juin 1944 avec Ernst Knaack, Heinrich Preuß, Wilhelm Rietze et Arthur Sodtke, et exécuté dans la prison de Brandebourg le 14 août 1944.
En RDA, Hermann Tops est honoré en tant qu'antifasciste et résistant. L'ancienne Ludwigstrasse à Prenzlauer Berg, située à l'extrémité sud du Friedrich-Ludwig-Jahn-Sportpark, est rebaptisée Topsstrasse en 1952 en l'honneur de Tops. Il y avait aussi une Hermann-Tops-Straße à Brandebourg-sur-la-Havel, mais elle s'appelle maintenant Kreyssigstraße.
Une plaque commémorative est placée en 1976 sur la maison du Kopenhagener Strasse 46 à Prenzlauer Berg, où Tops a vécu jusqu'en 1942, mais elle a disparu. De 1977 à 1991, un lycée polytechnique de Prenzlauer Berg s'appelait Hermann Tops Oberschule ; le bâtiment est maintenant utilisé par la Schule am Falkplatz. De 1987 à 1992, une plaque commémorative dans le quartier de Prenzlauer Berg au Fröbelstrasse 17 commémore Gustav Schiefelbein et Hermann Tops.